# Suisse aux Jeux olympiques d'hiver de 1928
Cet article contient des informations sur la participation et les résultats de la Suisse aux Jeux olympiques d'hiver de 1928 à Saint-Moritz en Suisse. La Suisse était représentée par 41 athlètes.
La délégation suisse aux Jeux olympiques d'hiver de 1948 a récolté une médaille de bronze. Elle a terminé au 8e rang du classement des médailles.

## Médaille
| Médaille de bronze, Jeux olympiques | Équipe de Suisse de hockey sur glace \| Giannin Andreossi \| \| Albert Geromini \| \| Luzius Rüedi \| \| \| Mezzi Andreossi \| \| Friedrich Kraatz \| \| Richard Torriani \| \| \| Robert Breiter \| \| Arnold Martignoni \| \| \| \| \| Louis Dufour \| \| Heinrich Meng \| \| \| \| \| Charles Fasel \| \| Anton Morosani \| \| \| \| | Hockey sur glace  |  |                  |  |
| Giannin Andreossi                   | | Albert Geromini   |  | Luzius Rüedi     |  |
| Mezzi Andreossi                     | | Friedrich Kraatz  |  | Richard Torriani |  |
| Robert Breiter                      | | Arnold Martignoni |  |                  |  |
| Louis Dufour                        | | Heinrich Meng     |  |                  |  |
| Charles Fasel                       | | Anton Morosani    |  |                  |  |